# جایزه امی ساعات پربیننده برای بهترین بازیگر نقش مکمل زن در مجموعه تلویزیونی کمدی
امی ساعات پربیننده برای بهترین بازیگر مکمل زن در مجموعه کمدی (انگلیسی: Primetime Emmy Award for Outstanding Supporting Actress in a Comedy Series) جایزه‌ای است که هر ساله به بهترین بازیگر نقش مکمل زن داده می‌شود.